# Nathan Delfouneso
Nathan Delfouneso (Birmingham, 2 februari 1991) is een Engels betaald voetballer.

## Aston Villa
Delfouneso speelde in het seizoen 2006/07 regelmatig bij het reserveteam van Aston Villa. Hij maakte zijn debuut voor het reserveteam in maart 2007. In oktober 2007 scoorde hij zijn eerste doelpunt in een 1-1 gelijkspel tegen Reading FC. In februari 2008 tekende Delfouneso zijn eerste contract bij het hoofdteam van Aston Villa. Hij kreeg toen rugnummer 14. Later werd er gemeld via het Franse tijdschrift Onze Mondial, dat het rugnummer werd gekozen vanwege bewondering van Delfouneso voor de spits Thierry Henry, spelend bij FC Barcelona. Hij mocht met de eerste ploeg mee voor de wedstrijd tegen Fulham FC, maar miste de selectie. Aan het eind van seizoen 2007/08 had Delfouneso 41 optredens voor het reserveteam gemaakt en scoorde hij 22 doelpunten.
Delfouneso maakte zijn debuut bij het eerste elftal als vervanger in de tweede ronde van de UEFA Cup, tegen FH Hafnarfjörður. Hij was toen 17 jaar en 195 dagen oud.

## Interlands
Delfouneso speelde in Engeland onder de 16, 17 en 19. Voor Engeland U16 speelde hij in 2006 acht wedstrijden en scoorde hij drie doelpunten; allemaal in hetzelfde kampioenschap. Voor Engeland onder de 17 scoorde hij in zijn eerste wedstrijd een hattrick.

## Erelijst

### Aston Villa
- Premier Academy League
  - Winnaar: 2007-08
- Premier Reserve League South
  - Winnaar: 2007-08, 2008-09
  - Winnaar: National Reserve League 2008-2009
- Ergenzingen U-19 toernooi
  - Runner-Up: 2007
  - Speler van het Toernooi: 2007
- HKFC Philips Lighting International Soccer 7s
  - Winnaar: 2008

### Engeland
- Victory Shield
  - Winner: 2006 Winnaar: 2006
  - Top Goalscorer: 2006
- Europees Kampioenschap U19
  - Runner-Up: 2009
  - Gouden Schoen: 2009

### Individuele Prijzen
- Beste Jonge Spelers van het Jaar bij Aston Villa
  - Winnaar: 2008-09
- Beste Jonge Speler van het Jaar bij Aston Villa volgens de Supporters
  - Winnaar: 2008-09